# اندريس مزالي
اندريس مزالي (بالإسبانية: Andrés Mazali)(22 تموز 1902 - 30 تشرين الأول 1975) هو لاعب كرة قدم من الأوروغواي والحائز على الميدالية الذهبية للالعاب الاولومبية عامي 1924 و 1928 للعبة كرة القدم. اشتهر بكسره قانون منع التجوال قبل بداية دورة كاس العالم التي اقيمت في الأوروغواي من اجل ان يخرج في موعد مع فتاة شقراء

## المبارياة الدولية
مزالي، وهو عضو في الجانب ناسيونال الذي فاز بثلاثة ألقاب محلية متتالية بين عامي 1922 و 1924 (الجانب تلقى فقط 29 هدفا في هؤلاء الثلاثة مواسم المتتالية؛ وحظر بينارول من الدوري الوطني في عام 1923))، ظهر لأول مرة يوم 26 مايو، 1924 في مباراة الألعاب الأولمبية ضد يوغوسلافيا في كولومب، باريس بعد ان حصلت على مكانه من بيدرو كاسيلا الذي، في ذلك الوقت، كان تبحر تجارته مع رامبلا جونيورز.

## روابط خارجية
- اندريس مزالي على موقع الاتحاد الدولي (مؤرشف)  (الإنجليزية)
- اندريس مزالي على موقع قاعدة بيانات كرة القدم.إي يو (الإنجليزية)
- اندريس مزالي على موقع ناشيونال فوتبول تيمز (الإنجليزية)
- اندريس مزالي على موقع عالم كرة القدم.نت (الإنجليزية)
- اندريس مزالي على موقع أوليمبيديا (الإنجليزية)